# Hisashi Katō
Hisashi Katō (加藤 久 Katō Hisashi?,  nacido el 24 de abril de 1956 en Rifu, Miyagi) es un exfutbolista y director deportivo japonés que se desempeñaba como defensa.
Katō jugó 61 veces y marcó 6 goles para la Selección de fútbol de Japón entre 1978 y 1987. Fue elegido para integrar la selección nacional de Japón para los Juegos Asiáticos de 1978, 1982 y 1986.

## Trayectoria

### Clubes
| Club            | País  | Año         |
| --------------- | ----- | ----------- |
| Verdy Kawasaki  | Japón | 1980 - 1993 |
| Shimizu S-Pulse | Japón | 1993 - 1994 |
| Verdy Kawasaki  | Japón | 1994        |

### Selección nacional
| Selección | País  | Año         |
| --------- | ----- | ----------- |
| Absoluta  | Japón | 1978 - 1987 |

## Estadística de equipo nacional
| Selección de Japón | Selección de Japón | Selección de Japón |
| Año                | Part.              | Goles              |
| ------------------ | ------------------ | ------------------ |
| 1978               | 5                  | 1                  |
| 1979               | 0                  | 0                  |
| 1980               | 3                  | 0                  |
| 1981               | 8                  | 1                  |
| 1982               | 8                  | 0                  |
| 1983               | 7                  | 1                  |
| 1984               | 6                  | 1                  |
| 1985               | 8                  | 0                  |
| 1986               | 5                  | 0                  |
| 1987               | 11                 | 2                  |
| Total              | 61                 | 6                  |

## Palmarés

### Títulos nacionales
| Título                   | Club           | País  | Año       |
| ------------------------ | -------------- | ----- | --------- |
| Japan Soccer League      | Yomiuri        | Japón | 1983      |
| Copa del Emperador       | Yomiuri        | Japón | 1984      |
| Japan Soccer League      | Yomiuri        | Japón | 1984      |
| Copa Japan Soccer League | Yomiuri        | Japón | 1985      |
| Copa del Emperador       | Yomiuri        | Japón | 1986      |
| Japan Soccer League      | Yomiuri        | Japón | 1986-1987 |
| Copa del Emperador       | Yomiuri        | Japón | 1987      |
| Japan Soccer League      | Yomiuri        | Japón | 1990-1991 |
| Copa Japan Soccer League | Yomiuri        | Japón | 1991      |
| Japan Soccer League      | Yomiuri        | Japón | 1991-1992 |
| Copa J. League           | Verdy Kawasaki | Japón | 1992      |
| Copa J. League           | Verdy Kawasaki | Japón | 1993      |
| J1 League                | Verdy Kawasaki | Japón | 1993      |
| Copa J. League           | Verdy Kawasaki | Japón | 1994      |
| J1 League                | Verdy Kawasaki | Japón | 1994      |

### Distinciones individuales
| Distinción                                      | Año       |
| ----------------------------------------------- | --------- |
| Japan Soccer League Best XI                     | 1981      |
| Japan Soccer League Best XI                     | 1982      |
| Japan Soccer League Best XI                     | 1983      |
| Japan Soccer League Best XI                     | 1984      |
| Japan Soccer League Best XI                     | 1985-1986 |
| Japan Soccer League Best XI                     | 1986-1987 |
| Japan Soccer League Best XI                     | 1987-1988 |
| Japan Soccer League Best XI                     | 1990-1991 |
| Japan Soccer League Best XI                     | 1991-1992 |
| Inducido al Salón de la Fama del fútbol japonés | 2018      |